# 聖何塞島 (南下加利福尼亞州)
聖何塞島是墨西哥的島嶼，位於加利福尼亞灣南部海域，距離拉巴斯60公里，由南下加利福尼亞州負責管轄，長31公里、寬10公里，面積182.96平方公里，最高點海拔高度633米，島上無人居住。

## 外部連結
- Land areas of islands in Mexico

24°58′27″N 110°36′52″W / 24.97417°N 110.61444°W